# Ivan Vencajz
Ivan Vencajz, slovenski pravnik, sodnik in politik, * 26. junij 1844, Šentvid pri Stični, † 7. avgust 1913, Ljubljana.
Pravo je študiral na Dunaju in leta 1868 začel s sodno prakso v Ljubljani. Pozneje je delal na sodiščih v Kočevju in Krškem, od leta 1886 pa kot sodni svetnik v Ljubljani. Leta 1900 se je upokojil in odprl odvetniško pisarno. Med odvetniškimi pripravniki v njegovi odvetniški pisarni je bil tudi Alojzij Juvan. Bil je načelnik pevskega zbora Glasbene matice ter predsednik pripravljalnega odbora društva Pravnik in nato njegov podpredsednik. Ker se ni strinjal z uradno politiko liberalne Narodno napredne stranke, se je po državnozborskih volitvah leta 1897 zbližal s Katoliško narodno stranko in bil leta 1900 podpredsednik II. slovenskega katoliškega shoda. Leta 1900 je bil na listi KNS izvoljen v državni zbor, a je leta 1903 zaradi nasprotij z Ivanom Šusteršičem odložil mandat in se posvetil Vzajemni zavarovalnici, ki je bila leta 1900 ustanovljena na njegovo pobudo. Kot pravnik je pomembno prispeval k uradovanju v slovenskem jeziku in k izidu Babnikove Nemško-slovenske pravne terminologije (1894). 